# Mario Morcone
Mario Morcone (27 octobre 1952, Caserte) est un homme politique italien. Il travaille notamment dans des fonctions reliées à la sécurité et à la l'immigration depuis le début de sa carrière dans les années 1980. Il a aussi participé à la mission onusienne au Kosovo en tant qu'administrateur. Il est commissaire de Rome en 2008 et travaille désormais au sein du conseil régional de Campanie où il est assesseur pour la sécurité et l'immigration.

## Biographie
Né dans la ville de Caserte en Campanie, Morcone est diplômé de droit à l'Université de Naples - Frédéric-II. Il entre en avril 1976 dans l'administration publique où il s'occupe de différentes tâche relative à la sécurité publique. Il travaille un temps dans la préfecture de Rovigo avant de travailler à Rome auprès du ministère de l'intérieur. Lors de la décennie 1980, il s'occupe alors des problématiques reliées à la défense nationale, à la planification d'urgence civile mais aussi du rapport entre l'Italie et les organisations supranationales comme l'Union européenne et l'Organisation du traité de l'Atlantique nord. 
Au début des années 1990, il est successivement chef de secrétariat dans les ministères de l'Éducation et de l'Intérieur. En 1993, il est nommé préfet de Rieti. Il reste en fonction jusqu'en novembre 1996 où il est transféré à Arezzo. 
En septembre 1999, à la suite de la guerre du Kosovo, il intègre la mission d'administration intérimaire des Nations unies au Kosovo (UNMIK) en tant que député pour l'administration civile. En décembre de la même année il est nommé administrateur régional de Mitrovica, proche de la frontière serbe. Il quitte ses fonctions à la fin de sa mission en mars 2000, il reprend alors des fonctions administratives auprès du Viminale. 
De 2001 à 2006, il est responsable du département des pompiers et de la défense civile et des secours publics. De 2006 à 2010, il est nommé à la tête du département chargé de l'immigration. Pendant cette période, de février à avril 2008, à la suite d'un décret présidentiel, il est nommé commissaire de la ville de Rome et rempli les fonctions de maire jusqu'à l'élection d'un nouveau conseil municipal. 
Le 2 juin 2005, il est nommé grand-croix de l'ordre du mérite de la République. 
De 2010 à 2011, il est chargé, il travaille pour l'Agenzia nazionale per l'amministrazione e la destinazione dei beni sequestrati e confiscati alla criminalità organizzata (répression des fraudes),. En 2011, il est le candidat pour Sinistra e Libertà à la mairie de Naples,. 
Au sein du gouvernement Monti, il est chef de cabinet pour les relations internationales et l'intégration. De 2014 à 2017, il est préfet chargé de l'immigration et président du Centre italien pour les réfugiés. En 2018, il s'oppose aux mesures prises par le gouvernement jaune-vert dirigé par le Mouvement 5 étoiles et la Ligue du Nord. 
Il travaille désormais au sein du conseil régional de Campanie aux côtés de Vincenzo De Luca où il est assesseur à la sécurité et à l'immigration. 

## Décorations
Chevalier grand-croix de l'ordre du mérite de la République italienne.
 Commandeur de l'ordre du mérite de la République italienne.